# Olly Murs
Oliver Stanley Murs, noto come Olly Murs (Witham, 14 maggio 1984), è un cantautore e personaggio televisivo britannico.
Ha iniziato la sua carriera musicale nel 2009 partecipando alla sesta edizione del talent show The X Factor UK, pubblicando il suo primo singolo nell'agosto 2010, con il quale ottenne un grande successo, raggiungendo la vetta della classifica di vendita del Regno Unito e nel 2011 pubblica il suo secondo album, In Case You Didn't Know. Nel 2012 sono stati pubblicati due singoli, Troublemaker e Army of Two, che hanno permesso all'artista di raggiungere la popolarità internazionale. Il 9 novembre 2018 è stato pubblicato il sesto album You Know I Know, che celebra i dieci anni di carriera musicale del cantante.
Durante la sua carriera ha venduto oltre 15 milioni di copie tra singoli ed album, con sei album in studio nella Top10 britannica e 4 singoli al numero uno; ha ricevuto sei nomination ai BRIT Award e una agli MTV Europe Music Awards. Ha collaborato con numerosi artisti tra cui Demi Lovato, Flo Rida, Snoop Dogg, Louisa Johnson e Robbie Williams.
Dal 2017 è giudice e coach nel programma televisivo The Voice UK e il 15 dicembre 2018 ha condotto il programma Happy Hours with Olly Murs.

## Biografia
Suo nonno paterno era lettone, e nel 1948 emigrò nel Regno Unito con i genitori Edward e Kathe, due acrobati professionisti che negli anni 20 e 30 si esibirono con un circo internazionale.
Oliver Stanley Murs è nato a Witham nell'Essex, figlio di Peter e Vicky-Lynn Murs. Il padre era un attrezzista e la madre lavorava nel locale ristorante della catena Little Chef. Olly ha un fratello gemello, Ben, e una sorella di 18 mesi più grande, Fay. Ben ha rotto i rapporti con i genitori e il fratello, tanto da decidere di assumere il cognome della moglie, Hart.
Ha frequentato la Howbridge Junior School a Witham e la Notley High School a Braintree, dove giocava come attaccante nella squadra di calcio della scuola.
Tra il 2006 e il 2008 ha giocato semi-professionalmente per il club Witham Town, che militava nella Division One North della Isthmian League, mettendosi in mostra nella squadra riserve durante la stagione calcistica 2006/2007, con 12 goal in 13 presenze nella Thurlow Nunn League (Eastern Counties Football League) e vincendo la Ridgeons Reserve Teams Cup. Promosso alla prima squadra nella stagione successiva, dopo sole tre presenze e un gol è stato costretto a rinunciare alla carriera calcistica a seguito di un grave infortunio.
Prima di The X Factor (Regno Unito), Olly Murs si è esibito come membro di una cover band chiamata Small Town Blaggers. Inoltre è apparso nel game show Deal or No Deal UK nel 2007, dove ha vinto £10. Murs è tornato per una versione celebrativa della trasmissione televisiva nel 2012, che lo ha reso l'unica persona ad avere una doppia apparizione nella storia dello show. Nel 2008, si è recato in Australia, dove ha vissuto da solo lungo la costa orientale per tre mesi.

## Carriera musicale

### Esordio:The X FactorRegno Unito (2009-10)
Nel 2009, Murs ha fatto un provino per la sesta edizione di The X Factor (Regno Unito), ha cantato Superstition di Stevie Wonder e nella fase "bootcamp" il brano di Elton John Your Song. Nel primo episodio dello show, aveva cantato il brano She's the One e A Fool in Love, nella terza settimana (dall'inizio del programma), Walsh ha commentato che Murs era «il cavallo oscuro della competizione» e Simon Cowell ha detto che stava migliorando ogni settimana. Murs molto spesso nelle sue esibizioni ha fatto delle mosse di danza, chiamate Olly wiggle. Nella quarta puntata ha cantato Come Together e ha ricevuto nuovamente commenti positivi dai giudici, Walsh ha commentato «penso che tu arriverai tra i finalisti» e Cowell «stai progredendo meglio di tutti.»
Nel quinto episodio ha cantato il brano Twist and Shout, e Do not Stop Me Now nel successivo, e dopo questa esibizione è stato definito da Minogue «in assoluto il miglior interprete che abbiamo nello show da tanto tempo.»

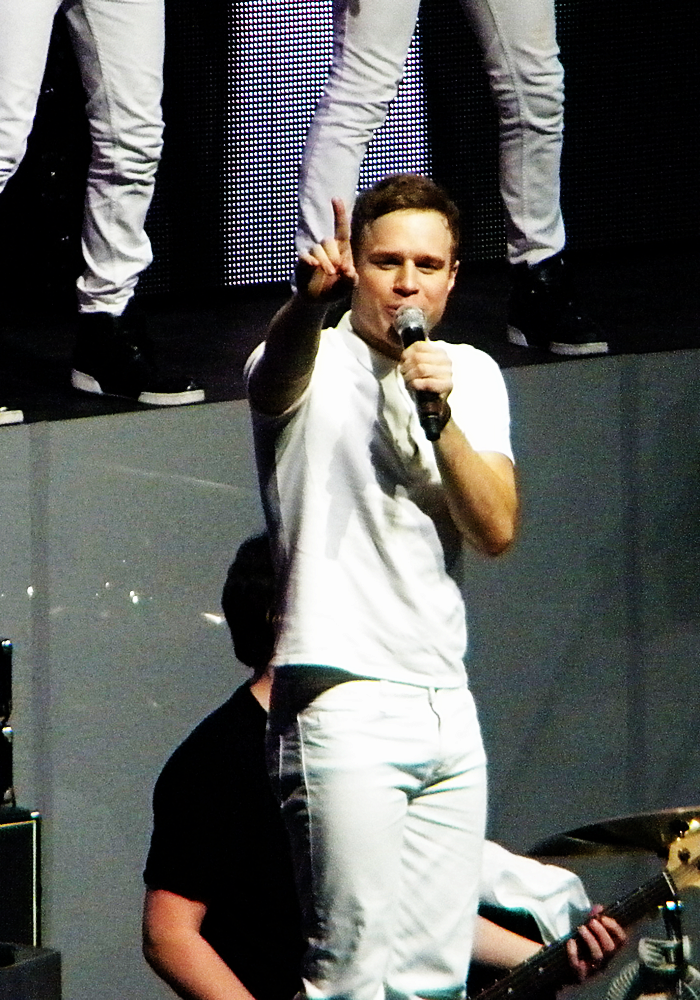
Olly Murs si esibisce dal vivo il 20 marzo 2010 ad X Factor (Regno Unito) del 2010.

Nel settimo episodio, dopo aver cantato Fastlove, riuscì ad accedere ai quarti di finale insieme ai concorrenti John ed Edward. I giudici Cowell, Cheryl Cole e Dannii Minogue decisero di eliminare dal programma John ed Edward, tranne Louis Walsh che votò contro Murs. Tuttavia, i risultati delle votazioni hanno mostrato che John ed Edward avevano ricevuto più voti di Murs, permettendo ai due concorrenti di accedere alla fase successiva del programma.
Per partecipare alle semifinali, Murs, ha dovuto mancare alle nozze del fratello che si sono tenute a 16 miglia (26 km) dallo studio dello show. Nella semifinale Murs ha cantato Can You Feel It e We Can Work It Out e arrivò tra i finalisti. Il 12 dicembre, nei quarti di finale del programma, ha eseguito nuovamente il brano Superstition e Cowell ha commentato: «metterlo negli ultimi 12 è stato il miglior rischio che abbia mai corso nella mia vita.»
Ha duettato con il cantante inglese Robbie Williams nel brano Angels, nel quale Williams, mentre saliva sul palco ha sbagliato la strofa della canzone cantando la seconda invece che la prima, aiutato da Murs, è riuscito a ritrovare la strofa giusta e continuarono a cantare il brano.
Nella semifinale ha cantato nuovamente Twist and Shout e Walsh aveva commentato così: «sei un uomo di spettacolo nato, non importa cosa succederà stasera avrai una grande carriera musicale.» Nella finale dello show ha cantato The Climb. Cole ha detto «l'hai strappato completamente dalla tua anima, non ti ho mai sentito cantare così, ho pensato che fosse una bella versione della canzone.» Il giorno seguente, è arrivato al secondo posto e Joe McElderry ha vinto il programma.
All'inizio del 2010 Cowell ha offerto a Murs un contratto discografico, inoltre il cantante è stato invitato a partecipare al Soccer Aid organizzato da Williams. Si è esibito nel tour di The X Factor UK, al fianco di Joe McElderry, John & Edward, Stacey Solomon, Lucie Jones e diversi altri finalisti. Successivamente è stato detto che nel programma televisivo The Xtra Factor UK, durante la fase boot camp, quasi tutti i giudici e presentatori (tranne Minogue che aveva scelto Miss Frank) hanno predetto Murs come vincitore della serie. Inoltre è stato anche invitato a partecipare alla festa di fidanzamento della modella Danielle Lloyd e i video di Murs in cui compare nel programma televisivo Deal or No Deal sono stati in seguito pubblicati in un'edizione di Almost Famous della BBC, il 2 gennaio 2010.

### Il primo album:Olly Murs(2010-11)
Nel febbraio 2010 Murs ha firmato un contratto con la Epic Records e Syco, successivamente ha pubblicato il suo primo singolo Please Do not Let Me Go (brano dal ritmo pop-reggae che racconta una storia d'amore in cui il cantante cerca di conquistare una ragazza), uscito il 27 agosto 2010 mentre il video musicale è stato caricato successivamente su YouTube. La canzone ha debuttato al primo posto della UK Singles Charts, superando il brano di Katy Perry Teenage Dream nel 2010, inoltre insieme alla pubblicazione del singolo era presente il brano This One's for the Girls.
Nel 2010 ha pubblicato il singolo Thinking of Me (nel brano vengono raccontati dei momenti in cui Murs stava con una ragazza, ed ritornello ricorda alla sua ex “I know that you're somewhere thinking of me”), ha cantato il brano per la prima volta live nel programma The X Factor UK. L'album di debutto eponimo è stato pubblicato il 23 novembre 2010 ed ha debuttato nella classifica UK Albums al secondo posto, con il più alto numero di vendite settimanali per un debutto nel 2010, oltre 108 000 copie.
Il 13 novembre ha acceso le luci di Natale a Paisley e a Chelmsford, vicino alla sua città natale, nell'Essex. Il Consiglio di Renfrewshire è stato criticato dai media per avere pagato a Murs un cachet di £15.000 per partecipare a l'evento, dopo avere precedentemente deciso il taglio di 500 posti di lavoro per ragioni di bilancio. Come risposta alle polemiche, il cantante ha donato l'intero compenso ricevuto a un ospizio locale e a un'associazione che promuove la musicoterapia in Scozia.
Nel 2011, altri due singoli sono stati estratti dal album Olly Murs: A marzo Heart on My Sleeve (cover del brano di James Morrison) ed a giugno Busy. Ha anche intrapreso un tour promozionale nei teatri, iniziato il 26 aprile a Rhyl al Pavilion Theatre e terminato al Hammersmith Apollo di Londra a fine maggio ed ha supportato i JLS nel loro tour estivo negli stadi.

### Il secondo album:In Case You Didn't Know(2011)
Nel 2011, a giugno, Murs ha iniziato a lavorare al suo secondo album in studio, ed ha comunicato che avrebbe voluto registrare una traccia rap: «Non sono un cattivo rapper, mi piace molto fare un po' di beat boxe, Eminem è il mio preferito, o forse Vanilla Ice, Ice Ice Baby è un classico.»

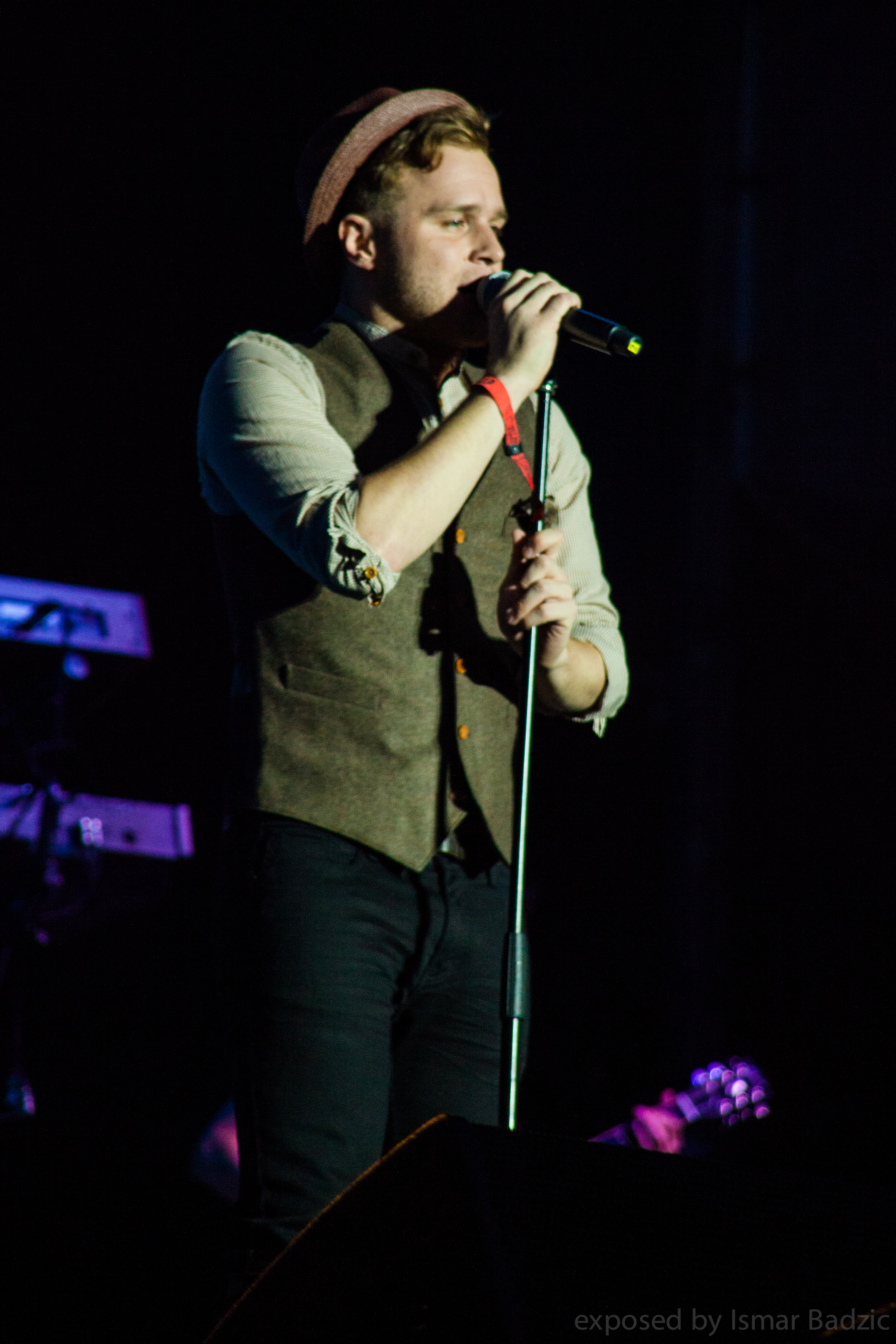
Olly Murs nel 2012

A luglio, Murs ha confermato che il primo tra i nuovi brani ad essere pubblicato come singolo sarebbe stato Heart Skips a Beat, un duetto con la coppia brithop rap Rizzle Kicks. Il brano è stato presentato in anteprima al The Chris Moyles Show il 7 luglio, da quel momento è stato ben accolto dal pubblico, ricevendo anche delle buone recensioni. Lewis Corner di Digital Spy ha dato alla canzone un voto di quattro stelle su cinque, dicendo: "la canzone ha una melodia ska-flaee, battiti reggae e uno sfacciato tweak vocale che cattura l'attenzione già al primo ascolto." Il singolo ha raggiunto il primo posto della UK Singles Chart, successivamente ha conquistato il primo posto in Germania e Svizzera e il video musicale è stato pubblicato il 15 luglio sul suo canale YouTube ufficiale.
Volendo conferire uno stile diverso al disco, ha esternato la volontà di costruire un suono più soul e il desiderio di collaborare con il cantautore inglese Robbie Williams, nato dopo che i due si sono incontrati nella sesta stagione di The X Factor UK, ma la collaborazione con l'ex Take That si concretizzerà solo successivamente.
A settembre, Murs ha annunciato via Twitter che il suo secondo album si sarebbe intitolato In Case You Didn't Know, come uno dei brani contenuti. Il singolo Dance With Me Tonight è stato pubblicato il 20 novembre, e ha raggiunto nuovamente il primo posto della classifica britannica.
L'album è stato pubblicato una settimana dopo (il 28 novembre), ed ha raggiunto il primo posto nella UK Albums Chart, il secondo posto nella Irish Charts, la top 20 in Germania, Svizzera e Polonia.

### Il terzo album:Right Place Right Time(2012-13)
Nel 2012, a novembre, ha comunicato il nome del terzo album Right Place Right Time e il solito giorno pubblica il singolo Troublemaker (una collaborazione con Claude Kelly, Steve Robson e il rapper americano Flo Rida) che è stato il primo brano estratto dal suo terzo album, ha ottenuto un buon successo raggiungendo il primo posto delle classifiche in Germania, Ungheria e Regno Unito. Inoltre ha ricevuto recensioni positive da parte della critica: Amy Sciarretto di PopCrush l'ha definito "un ritmo pop-uptempo emozionante.") Nel 2013 esce il secondo singolo estratto da Right Place Right Time, Army of Two, a febbraio ha iniziato un tour (il secondo dopo il In Case You Didn't Know Tour) nel Regno Unito e in Irlanda per promuovere l'album, ad aprile si è esibito per la prima volta in Germania, Svizzera, Svezia e Danimarca. Il terzo singolo è stato Oh My Goodness(il secondo in Europa dopo Heart Skips a Beat), il quarto Dear Darlin e il quinto Right Place Right Time. Inoltre è stato l'artista di apertura del Up All Night Tour della boy band inglese One Direction, iniziato a Toronto.

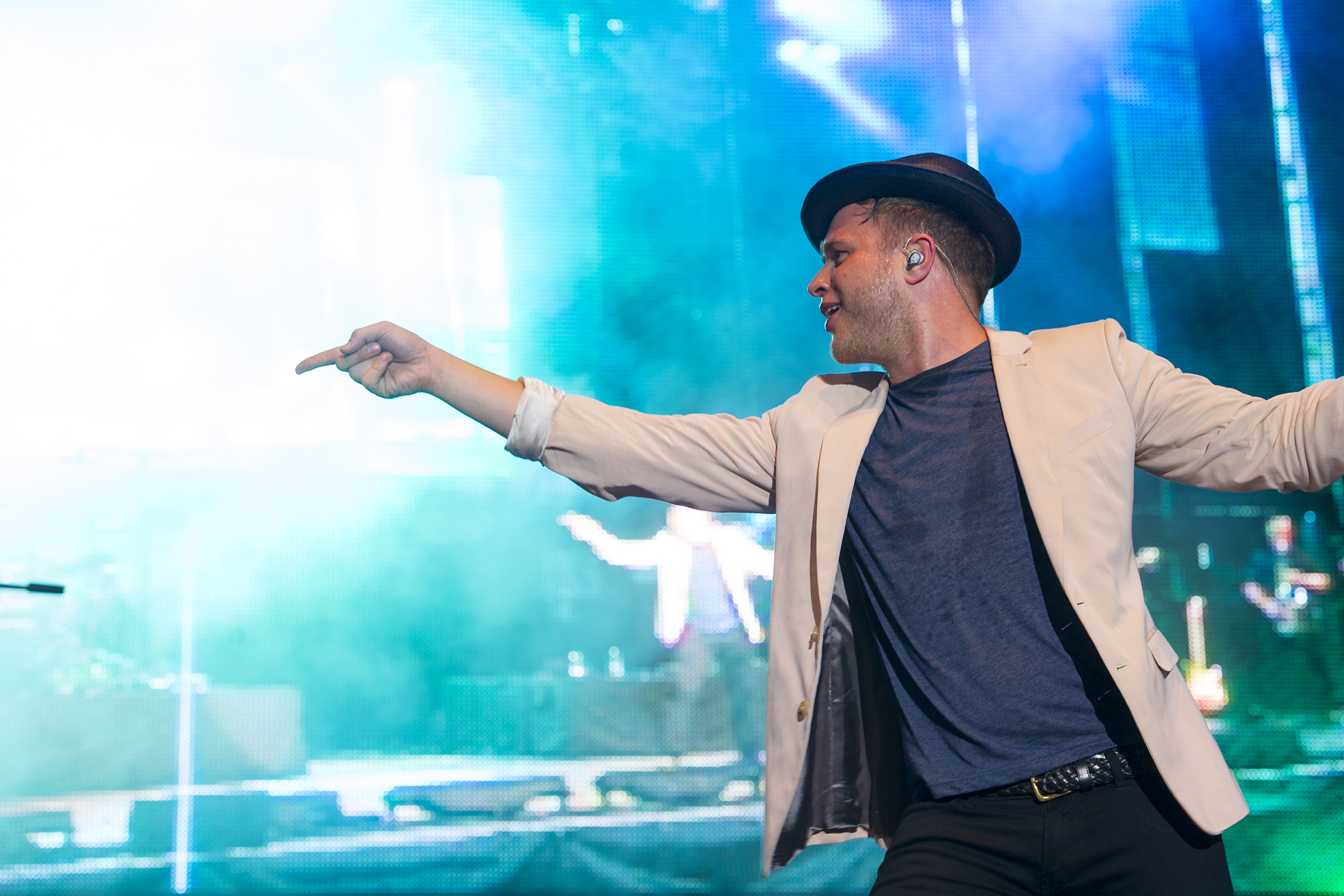
Gibilterra Music Festival 2013

A maggio, il singolo Heart Skips a Beat è stato pubblicato negli USA (è il primo brano di Murs ad essere uscito negli Stati Uniti d'America) dalla Columbia Records e Epic, il featuring con i Rizzle Kicks è stato sostituito con i rapper americani Chiddy Bang, il 16 aprile l'album In Case You Didn't Know è diventato il primo album di Murs ad essere pubblicato negli Stati Uniti ed è stato l'artista del VH1 You Oughta Know.
Ha duettato con il cantautore inglese Robbie Williams nel brano Kids del Take the Crown Stadium Tour e nell'album Swings Both Ways (di Robbie Williams) nella traccia I Wan'na Be Like You, una versione del brano che Murs aveva eseguito alla sua prima audizione per The X Factor UK.
Il 2 settembre ha pubblicato la versione francese di Dear Darlin' con la partecipazione della cantante Alizée ed un concerto a Parigi. A novembre è stata pubblicata la riedizione dell'album Right Place Right Time, ha collaborato alla versione inglese di Inner Ninja brano del rapper Classified, sempre a novembre esce il singolo Hand on Heart.

### Il quarto album:Never Been Better(2014-15)
A luglio del 2013, ha detto di essere tornato in studio per scrivere e registrare nuovo materiale per il suo quarto album.
Per la realizzazione del album, ha lavorato insieme a Wayne Hector, Claude Kelly, Steve Robson, la cantautrice americana Demi Lovato e Paul Weller (che ha contribuito al brano Let me in). A novembre ha pubblicato due singoli estratti dal suo quarto album, il primo singolo, Wrapped Up e il secondo Up feat. Demi Lovato (raggiunse un discreto successo anche in Italia ottenendo la certificazione platino). Il 24 novembre dello stesso anno, è uscito l'album Never Been Better che ha debuttato al primo posto nella UK Albums Chart, il 12 dicembre pubblica l'EP Unwrapped (Live) in esclusiva su Google Play.
Nel 2015 è stata inaugurata una statua di cera di Murs nel Madame Tussauds Waxworks di Blackpool, successivamente durante un suo concerto disse che il quarto singolo estratto sarebbe stato il brano Beautiful to Me, a settembre insieme a Caroline Flack, sostituisce Dermot O'Leary nella conduzione della dodicesima edizione del talent show The X Factor UK, subentrando anche a Sarah-Jane Crawford per The Xtra Factor UK a ottobre pubblica il singolo Kiss Me, primo singolo estratto dalla riedizione dell'album Never Been Better (contenente tracce extra ed un DVD tour).

### Il quinto album:24 Hrs(2016-17)
All'inizio del 2016, Murs ha cominciato a lavorare al suo quinto album in studio, che sarà pubblicato più avanti nel corso dell'anno. L'8 luglio 2016 è uscito il singolo You Don't Know Love, il 7 ottobre Grow Up e il 4 novembre Back Around, serie di singoli che hanno anticipato il quinto album di inediti, 24 Hrs, pubblicato l'11 novembre 2016 inoltre ha confermato che ci sarà un tour che inizierà a marzo e terminerà ad aprile del 2017.

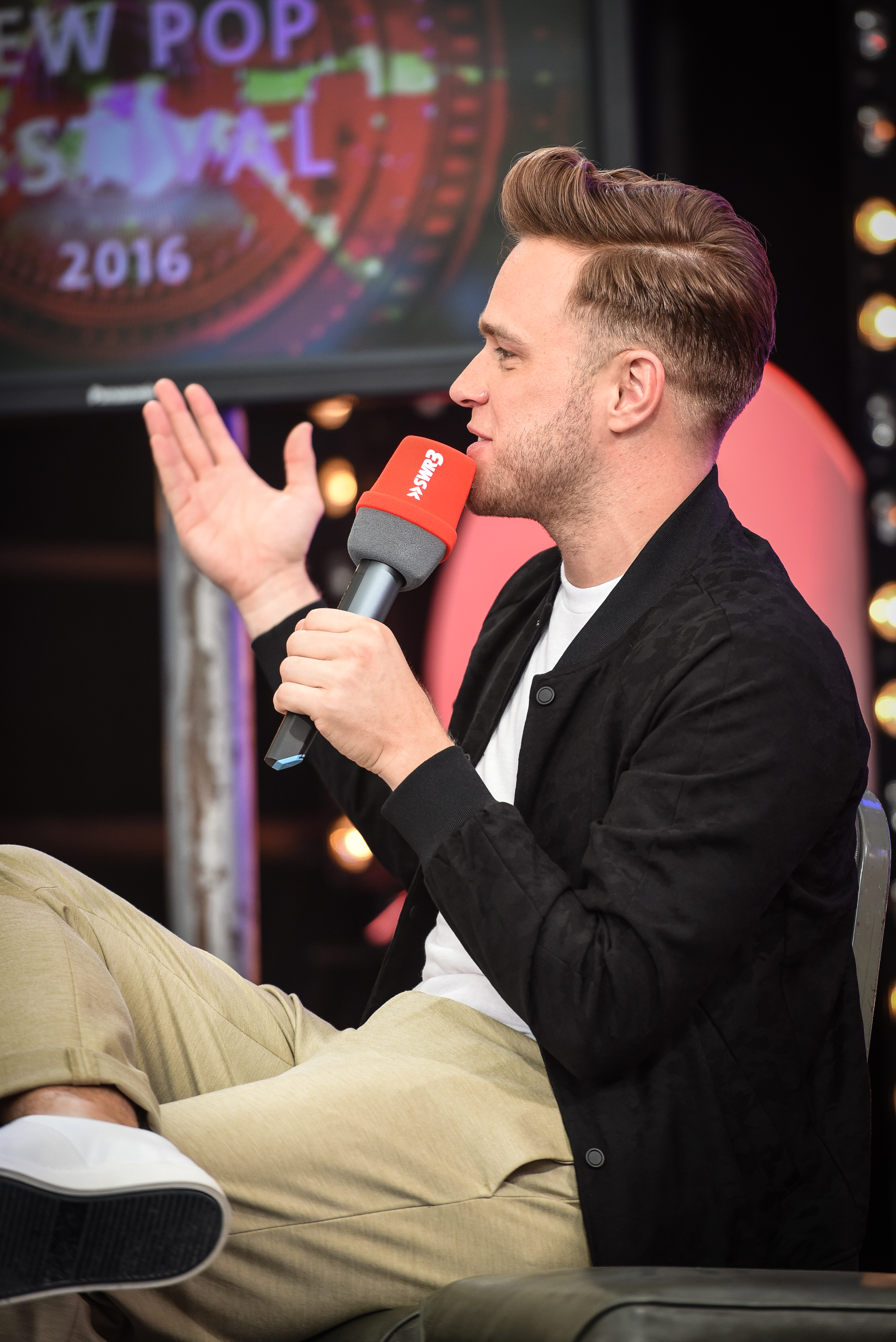
Olly Murs al SWR3 New Pop Festival 2017

Il 10 maggio 2017 su Twitter ha annunciato la sua presenza al Summertime Ball che si terrà al Webbly Stadium, mentre il 22 maggio sempre su Twitter annuncia che il 31 maggio verrà pubblicato il singolo Unpredictable, con la partecipazione della cantante inglese Louisa Johnson ed il 23 giugno pubblica su YouTube il video ufficiale. L'11 ottobre annuncia che sarà coach nel programma The Voice UK (2018).

### Il sesto album:You Know I Know(2018)
Il 6 agosto 2018 il presidente di RCA Records, David Dollimore, ha confermato in un'intervista con Music Week che il sesto album di Murs arriverà nell'ultimo trimestre dell'anno.
Il 26 settembre dello stesso anno, annuncia sul suo account Twitter che il 28 settembre verrà pubblicato il singolo Moves feat. Snoop Dogg ed il 28 settembre pubblica il video lyric su YouTube. Il 3 ottobre su Twitter ha annunciato il nome del sesto album You Know I Know (pubblicato il 9 novembre), la copertina e le date del tour (che inizierà dal 1º maggio 2019 e terminerà il 9 giugno dello stesso anno). Il giorno successivo svela il nome delle tracce del sesto album (14 nuove tracce e 14 tracce composte dai suoi singoli più redditizi).
Il 10 ottobre ha annunciato la sua partecipazione come coach in The Voice UK (2019), il 16 ottobre pubblica su IGTV di Instagram il video musicale del singolo Moves feat. Snoop Dogg, nel quale compare anche Rowan Atkinson ed il giorno seguente il video viene pubblicato su YouTube, inoltre il brano fa parte della colonna sonora del film Johnny English colpisce ancora. Il 26 ottobre pubblica il brano Take Your Love, il 2 novembre Mark On My Heart e il 16 novembre ad una settimana dalla pubblicazione, You Know I Know raggiunge il secondo posto della UK Albums Chart. A dicembre annuncia che il brano Excuses sarà il secondo singolo estratto dal suo sesto album, il solito giorno pubblica il video lyric su YouTube e il 14 dicembre pubblica il remix del brano. A marzo del 2019 ha pubblicato il singolo Feel The Same. Il 10 aprile il brano That Girl presente nell'album 24 Hrs, raggiunge i quattro miliardi di download/streams in Cina

### Il cambio di etichetta discografica e il settimo album:Marry Me(2022)
Il 26 agosto annuncia di aver firmato con l'etichetta EMI Records, il 7 ottobre 2022, dopo quattro anni da suo ultimo album, pubblica il singolo Die Of A Broken Heart. Il brano anticipa l'album Marry Me, che verrà pubblicato il 02 dicembre 2022.

## Stile musicale
Sebbene la sua musica abbia manifestato una evoluzione nelle diverse fasi della sua carriera, Olly Murs ha conservato uno stile pop, la produzione dell'artista britannico si connota come una sintesi di elementi derivati da un'ampia varietà di generi musicali differenti, tra cui: il reggae/ska, doo-wop, funk, R&B, dance/pop e hip hop.

## Vita privata
Murs ha vissuto con i suoi genitori Vicky e Pete fino alla Pasqua del 2012, quando si trasferì in una casa a Toot Hill, nell'Essex.
Ha anche un fratello gemello di nome Ben, che si è allontanato dalla famiglia Murs dal 2009. Olly ha detto nel programma The Jonathan Ross Show del 2015 che il fratello si allontanò perché non poté essere presente al suo matrimonio, a causa degli impegni nel programma The X Factor (UK). Murs è un tifoso del Manchester United.

## Filantropia
A febbraio del 2011, Murs ha partecipato al BT Charity Trek, insieme ad altre celebrità, come parte della campagna del Comic Relief Red Nose Day nel 2011. Le celebrità hanno trascorso cinque giorni nel deserto del Kaisut nel nord del Kenya, percorrendo 62 miglia (100 chilometri) con temperature fino a 40 °C. Il 2 aprile, ha partecipato ad una versione celebrità di Who Wants to Be a Millionaire? (Chi vuol essere milionario?) e ha vinto £ 10.000 per beneficenza. Il 22 aprile, era presente in un'edizione celebrità del programma Deal or No Deal, dove ha vinto £ 10 donati a Brainwave, un ente locale di beneficenza con sede nella città natale di Murs (di cui diventò promotore), per i bambini con disturbi cerebrali come paralisi cerebrale o ritardo dello sviluppo.
Il 27 maggio 2012, Murs ha giocato in Inghilterra, una partita di beneficenza per Soccer Aid all'Old Trafford, ma è stato sostituito a metà partita a causa di un infortunio al bicipite femorale. La squadra inglese vinse la partita per 3-1 contro la squadra "Rest of the World." Era la seconda volta che Murs prese parte al Soccer Aid, inoltre partecipò anche nel 2010, 2014 e 2016. È anche un sostenitore della associazione di musicoterapia Nordoff-Robbins e sostiene The Rays of Sunshine Children's Charity, che concede desideri a bambini gravemente malati o terminali di 3-18 anni nel Regno Unito.
Il 21 marzo 2014, Murs ha preso parte al Sport Relief 2014 nell'evento Clash of the Titans, nella squadra di Sebastian Coe, la quale ha vinto l'evento.

## Discografia

### Album in studio
- 2010 – Olly Murs
- 2011 – In Case You Didn't Know
- 2012 – Right Place Right Time
- 2014 – Never Been Better
- 2016 – 24 Hrs
- 2018 – You Know I Know
- 2022 — Marry Me

## Tournée

### Come artista protagonista
- 2012 – In Case You Didn't Know Tour
- 2013 – Right Place Right Time Tour
- 2015 – Never Been Better Tour
- 2017 – 24 Hrs Tour
- 2019 – You Know I Know Tour

### Come artista di supporto
- 2011 – Outta This World Tour
- 2012 – Up All Night Tour
- 2013 – Take the Crown Stadium Tour

## Filmografia

### Televisione
- The X Factor (Regno Unito) - talent show, concorrente (2009)[157]
- Olly Murs Ye Olde Christmas Carol - presentatore (2011)
- An Olly Good Christmurs - presentatore (2011)
- The Xtra Factor (Regno Unito) - talent show, presentatore (2011-12)
- 90210 - Serie TV, episodio 5x19 (2014)
- A Night In With Olly Murs - presentatore (2014)
- An Olly Jolly Christmurs - presentatore del Heart TV's Christmas line-up (2014)
- Text Santa - copresentatore (2015)
- The X Factor (Regno Unito) - copresentatore (2015)[89]
- The Voice UK - coach/giudice (2018)[158]
- Ant & Dec's Saturday Night Takeaway - ospite (2018)
- Do It Like - presentatore (2018)[159]
- Happy Hours with Olly Murs - presentatore (2018)[160]
- 101 Dalmatian Street - doppiatore (2019)[161]

## Riconoscimenti

### BBC Radio 1 Teen Awards
- 2011 – Best British Album[162]
- 2013 – Best British Solo Artist[163]

### BRIT Awards
- 2011 – British Single of the Year, Please Don't Let Me Go (candidato)[164]
- 2012 – British Single of the Year, Heart Skips a Beat (featuring Rizzle Kicks) (candidato)[165]
- 2013 – British Male Solo Artist, Olly Murs e Troublemaker (featuring Flo Rida) (candidato)[166]
- 2014 – British Single of the Year, Dear Darlin (candidato)[167]
- 2016 – British Single of the Year, Up (featuring Demi Lovato) (candidato)[168]

### Ivor Novello Awards
- 2013 –  Most Performed Work, Dance with Me Tonight (candidato)[169]
- 2014 – Most Performed Work, Troublemaker (featuring Flo Rida) (candidato)[170]

### MTV Europe Music Awards
- 2013 – Best UK & Ireland Act (candidato)[171]

### UK Music Video Awards
- 2013 – Right Place Right Time, Best Music Ad – TV or Online (candidato)[172]

### Goldene Kamera Awards
- 2015 - Best International Music[173]

### Nickelodeon Kids' Choice Awards
- 2017 – UK Male Solo Megastar[174]